# 서울연희미용고등학교
서울연희미용고등학교(서울延禧美容高等學校)는 서울 구로구 남부순환로 107길 22 (가리봉동 137-21)에 위치한 개신교 계열 사립 여자 학력인정 고등학교였다. 설립자 사망 후 법인화가 되지 않아 폐교되었다.
2년제이나 3년제 정규 고등학교와 동등한 학력을 인정받아 대학 진학도 가능하다. 동일계 진학 시에는 가산점도 부여되며, 농어민 자녀, 교육급여수급 자녀, 국민기초생활보호 대상자 자녀 등에게는 장학금도 지급된다.

## 학교 연혁
- 2000년 9월 22일, 연희미용고등학교에서 '서울연희미용고등학교'로 교명 변경
- 2020년 2월 폐교